# 토요타 AE86

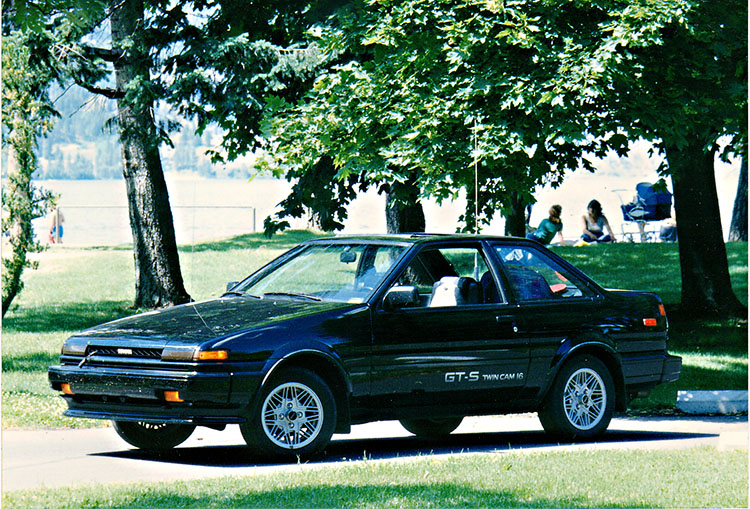
토요타 코롤라 GT-S 2Door Coùpe 정측면

토요타 AE86(Toyota AE86)은 토요타가 5세대 토요타 코롤라 라인업의 하나로 1983년에 제작/발표한 작은 경량의 쿠페형과 해치백형의 후륜구동 스포츠카이다. 내부 섀시의 코드명이 AE86인 모델을 통칭해서 AE86 또는 86(일본어: ハチロク, 하치로쿠)이라고도 한다. AE86은 코롤라 레빈(Corolla Levin)과 스프린터 트레노(Sprinter Trueno) 모델이 있는데, 주 차이점은 코롤라 레빈이 고정형 헤드라이트를 사용하는 반면 스프린터 트레노는 팝업 헤드라이트 (리트럭터블 헤드라이트)를 사용한다는 점이다.차량 트림은 GT,GT-S,GT-APEX 모델이 있고 그 외에 저가형인 AE85가 있으며 엔진이 3-AU SOHC 엔진이 들어가며 LSD가 생략되어있는 저가형 모델이다. 수출형 모델은 코롤라 GT-S 라는 이름으로 판매하였다.AE86이 발표될 당시의 소형차의 구동 방식 추세는 전륜구동 방식이었으나 AE86은 후륜구동 방식을 채택해 보통 토요타의 마지막 후륜구동 소형 승용 자동차로 부르곤 한다. AE86만이 후륜구동이 된 이유는 이렇다. 구동 방식이 바뀌면 공장도 라인을 교체해야 하는데, 시간과 비용 문제가 있었다. 그래서 토요타는 우선 일반 세단이나 왜건 모델은 전륜구동(FF)방식으로, AE85나 스포츠 모델인 AE86은 후륜구동(FR)을 고수하기로 했다. AE86은 1992년에 후속 차종인 AE92가 출시되면서 단종되었다. 하지만 베트남에서는 2024년 2월까지 판매했다.

## 엔진 및 기술 특성
AE86은 연료분사 방식의 직렬 4기통 트윈 캠 1,587cc 4A-GEU DOHC 엔진을 장착하고 일본과 유럽에 판매되었다. 이 엔진은 미드십배치 후륜구동의 1세대 토요타 MR2(섀시명 SW20)에도 장착된 엔진으로 최대 출력이 130마력(97kw)이고, 토크는 103 ft·lbf (140 N·m) 이었다. 기어박스는 수동 5단이지만, 후에 자동변속기가 장착된 모델이 발표되기도 했다. 4A-GE 엔진은 TVIS(Toyota Variable Induction System)가 장착되어 있고, 슬립 제한 차동 장치(Limited Slip Differential, LSD)를 추가로 설치할 수 있었다.저가형 모델인 AE85에는3-AU SOHC 엔진이 장착되었다.
북아메리카수출형인 코롤라 GT-S는 4A-GEC 엔진이 장착되어 있었는데, 캘리포니아의 배기가스 규제 법안을 만족하기 위해 디튠된 엔진으로 112마력과 100 ft·lbf (136 N·m) 토크를 낼 수 있었다.

## AE86과 대중문화

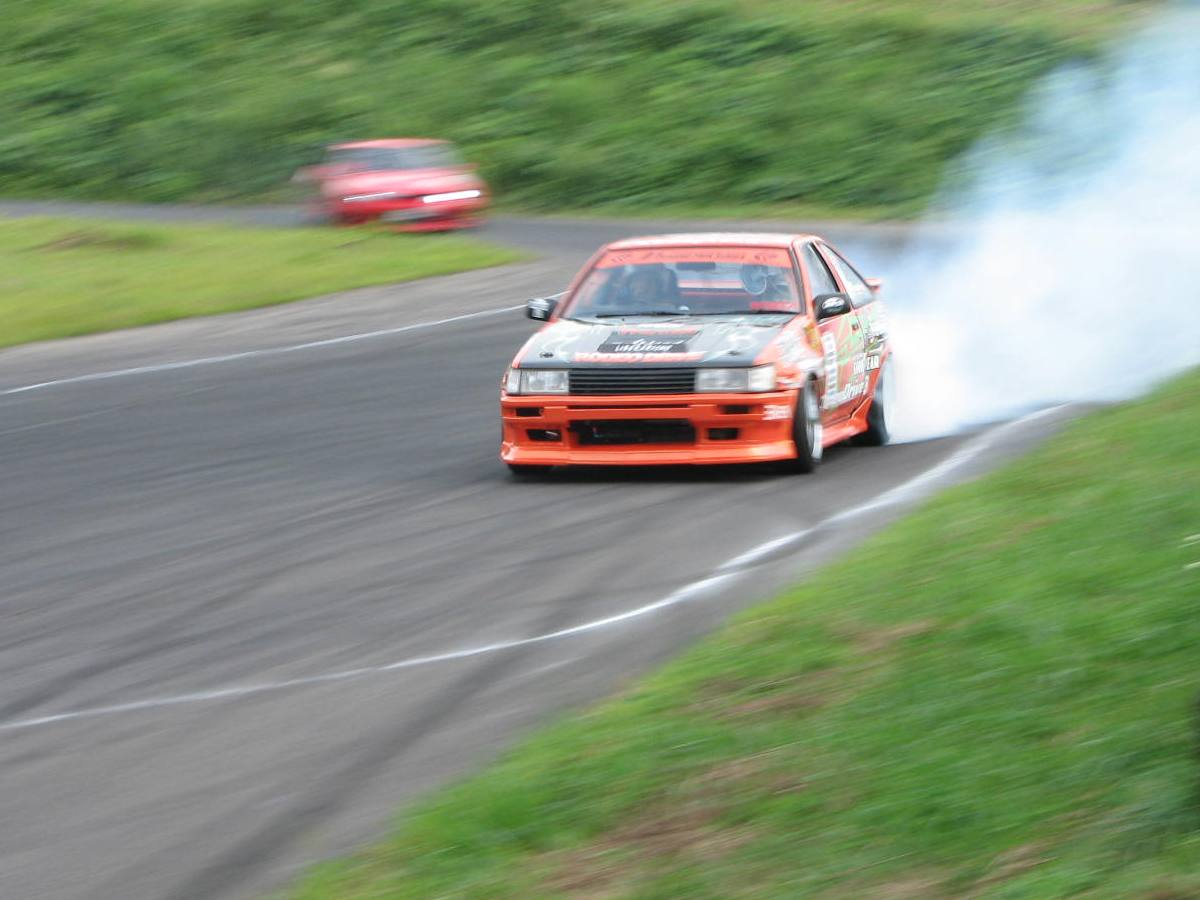
드리프트 중인 AE86 코롤라 레빈

만화 이니셜 D에서 주인공 후지와라 타쿠미는 아버지가 경영하는 두부 가게에서 두부배달차로 쓰이는 AE86으로 일반(공공)도로 자동차 경주를 한다. 원래는 아버지인 후지와라 분타가 운전했던 차이다. 이 차로 분타는 전대미문의 아키나 다운힐 기록을 세운다. 이 부분은 많은 곳에서 패러디되기도 했다. 또한 아키야마 와타루의 차량으로도 등장하는데, 와타루의 차량은 일반 헤드램프를 쓰는 AE86 레빈이다. 그 외에 타쿠미의 친구인 다케우치 이츠키는 AE85를 AE86로 속인 매물에 사기당해서 AE85로 어떻게든 타쿠미를 따라가보려고 노력한다.이 만화는 젊은 계층에서 많은 인기를 끌었고 애니메이션, 영화, 게임에 이르기까지 많은 관련 제품이 생산되었다. 덕분에 폐차 직전의 위기에 처해 있었던 수많은 AE86들이 갑자기 높은 가격에 팔려 나가기도 했다. 지금까지도 AE86 동호회가 있는데, 대부분이 만화 이니셜 D의 차량을 패러디한다. 이 영향으로 토요타에서는 기존의 스포츠카 모델이었던 MR2 및 수프라 및 셀리카를 단종시키고 스바루와 공동으로 후륜구동 플랫폼을 개발했으며, 스바루 FA20 엔진을 개량한 203마력 2.0리터 수평대향식 4기통 가솔린 직접분사 엔진을 장착한 새로운 경량 스포츠카를 토요타 및 스바루 브랜드로 동시에 런칭했다. 모델명을 토요타 86 (GT 86)으로 정하였고, 사이언 브랜드에서는 FR-S로(이후 2016년 8월에 사이언 브랜드가 폐지되면서 단종되고, 페이스 리프트된 토요타 86으로 재시판), 스바루 브랜드로는 스바루 BRZ라는 이름으로 내놓았다. 생산은 군마현 오타시에 있는 스바루 공장에서 한다. 4륜구동이 대부분인 스바루 모델 중에서는 정말 드문 후륜구동이다.